# Moita (Setúbal)
Moita es un municipio ubicado en el distrito de Setúbal, en el área metropolitana de Lisboa. Según el censo de 2021, tiene una población de 66 262 habitantes.
Está subdividido en 4 freguesias.
Limita al norte y al este con el municipio de Montijo, al sureste con Palmela y al oeste con Barreiro. Al noroeste tiene una estrecha franja con el litoral del estuario del Tajo.

## Demografía
| Gráfica de evolución demográfica de Moita entre 1849 y 2021 |
|                                                             |
| Datos según el nomenclátor publicado por el INE portugués.  |

## Freguesias
Las freguesias de Moita son las siguientes:
- Alhos Vedros
- Baixa da Banheira e Vale da Amoreira
- Gaio-Rosário e Sarilhos Pequenos
- Moita